# ジェンダー・アイデンティティ発達サービス
ジェンダー・アイデンティティ発達サービス（英：Gender Identity Development Service、略称：GIDS）は、性別違和を含むジェンダーアイデンティティに関わる問題を抱える子供を専門に扱う、イギリスの国営医療病院だった。このサービスは、数年にわたって内部告発者から深刻な懸念が繰り返し提起された後、2024年3月28日に閉鎖された。
GIDSは1989年に発足し、NHSイングランドの委託を受けて英国全土からの紹介を受けていたが、運営はタヴィストック・アンド・ポートマンNHS財団トラストの施設で行われていた。GIDSはイングランドとウェールズで18歳未満の人を対象とした唯一のジェンダーアイデンティティ・クリニックであり、多くの論争の的となっていた。2022年7月、NHSは小児科医ヒラリー・キャスが実施したキャス・レビューの中間報告書の発表を受けて、GIDSを閉鎖し、地域の医療センターで置き換えることを決定した。

## 歴史

### 設立前
GIDSはタビストック・クリニックが提供するサービスであった。当初はロンドンのタヴィストック広場に位置し、精神医療を専門とするクリニックであった。タヴィストック・クリニックは成人と子供の両方を治療し、最初の患者は子供であった。しかし、主に軍事心理学に焦点を当てており、その中には現在PTSDと呼ばれている砲弾ショックも含まれていた。1948年にNHSが設立されると、タヴィストック・クリニックは小児部門を立ち上げ、そこでジェームス・ロバートソンとジョン・ボウルビィによって愛着理論に関する多くの研究が展開された。1959年には思春期部門が開設され、1967年にロンドン児童指導クリニックに吸収された。タヴィストック・クリニックは1989年にGIDSを設立した。GIDSは、小児・思春期精神科医であるドメニコ・ディ・チェリエによって設立された。

### 児童・青少年精神保健サービス
児童・青少年精神保健サービス(CAMHS) は、精神衛生上の問題を抱える子供たちにNHSのサポートを提供する。ただし、CAMHSは地方自治体ごとに組織されているため、カバー範囲は大きく異なる。CAMHSの開発は1995年に4層構造のフレームワーク内において開始された。2000年にNHS計画実施プログラムにより、保健当局と地方自治体は共同で地域CAMHS戦略を作成することが義務付けられた。
GIDSは、すべてのメンタルヘルスケア専門家、特にティア2およびティア3のCAMHS専門家からの紹介を受けている。GIDSは、地方自治体ではなく国レベルで運営されている点でCAMHSとは相違点がある。しかし、CAMHSの枠組みでは、高度に専門化されたサービスとしてティア4に位置付けられている。
1989年にGIDSが開設されたとき、「年間を通じて2件の紹介」があるのみだった。

### 最近の歴史
2009から2010年には97人の患者がGIDSに紹介された。2015から2016年には14倍の1419人に、2017から2018年には2519人に増加した。予算の削減と紹介の増加により、紹介から初回診察までの平均待ち時間は2年であった。
2010年から2011年にかけて、GIDSは活動家や薬を手に入れるために海外への渡航を計画する当事者からの圧力を受けて、思春期ブロッカーの処方年齢を15歳から10歳に引き下げた。
2012年には、このサービスはリーズのサテライトサイトに拡大された。また、2013年にはリーズ総合診療所のリーズ小児病院にも内分泌サポートが拡大された。
2016年にはクリニックの待機リストは9か月にまで増加した。
2016年、このクリニックはチャンネル4のドキュメンタリー番組の題材となり、そのサービスに満足したトランスジェンダーの子供2人とその家族の視点から語られた。
2018年11月、患者の両親は、トラストの理事会に宛てた手紙の中で、診断が下される速さに不満を訴え、こうした「人生を変える決定」に介入することができなかったことに苦言を呈した。これを受けて、デイビッド・ベル医師による内部報告書が委託され、2019年2月、「トランスジェンダーの権利団体からの圧力のために、数回のセッションの後、適切なケース調査もされずに」実験的な薬が子供たちに処方されていたため、このサービスは「目的に適合していない」と結論づけられた。ベル医師は、「その結果のより優れたエビデンスが得られるまで、性別変更を希望する子供に対するすべての実験的なホルモン治療を中止する」よう強く求めた。タヴィストック・アンド・ポートマンNHS財団トラストのガバナンス委員会のメンバーであるマーカス・エバンス医師は、タヴィストック・アンド・ポートマンとの35年間の関係を終える形でその週の内に辞任した。エバンスは、経営陣がGIDSの専門知識を「過大評価し」、「異議申し立てや検査を却下するために利用している」と非難した。
ベル報告書の後、2016年以降、35人の心理学者が辞職していたことが判明した。そのうち6人の心理学者は、「トランスフォビアの烙印を押されることへの恐れ」が、性別違和の「過剰診断」と早期医療介入の圧力になっていたと主張した。
2019年2月、英国国立医療技術評価機構（NIHR）が、GIDSに紹介された若者を追跡し、子供たちの精神的および身体的健康の結果を比較する研究に130万ポンドの助成金を与える計画を公表した。この研究は、心理学的、内分泌学的、薬学的、代替的介入を含むさまざまな介入の有効性を比較することを目的としていた。
2019年7月、タヴィストックセンターが洪水に見舞われ、クリニックのサーバーが一時的に影響を受けた。
2019年10月、GIDSの患者の母親と、以前そこで働いていた看護師のスー・エヴァンスがGIDSに対して訴訟を起こした。その後、エヴァンスは、以前のサービス利用者でデトランジショナーのキーラ・ベルに原告の立場を移行した。2020年12月、高等法院の判決を受けて、GIDSは内分泌科へのすべての新規紹介を停止した。最高裁は、2020年12月22日まで、または控訴が結審するまで、判決のさらなる実施を一時停止することを認めた。しかし、この判決は2021年に控訴院によって覆された。
2020年12月、医療スタッフによって選出され、2019年2月にGIDSの手法に関する報告書を作成したトラストの元理事であるキーラ・ベルは、トラストより「懲戒処分」に直面していると報告した。この懲戒処分による脅迫は、ベルが2021年に退職した時点で無効になった。

## See also
- 性別移行
- 性別違和

## References
1. ↑  Barnes, Hannah (2024年3月31日). “'Why the Tavistock gender identity clinic was forced to shut ... and what happens next” (英語). The Guardian. 2024年4月5日閲覧。
2. 1 2  Brooks, Libby (2023年1月19日). “'A contentious place': the inside story of Tavistock's NHS gender identity clinic” (英語). The Guardian. 2023年1月30日閲覧。
3. ↑  Dicks, H.V., (1970). 50 Years of the Tavistock Clinic. London: Routledge and Kegan Paul. Reissued by Routledge, 2014, ISBN 978 1 138 82194 1
4. ↑  “The London Child Guidance Clinic in Islington”. Lost Hospitals of London. 2020年1月10日時点のオリジナルよりアーカイブ。2020年1月10日閲覧。
5. ↑  “Gender Identity Development Service (GIDS)”. The Tavistock and Portman NHS Foundation Trust. 2019年12月28日時点のオリジナルよりアーカイブ。2020年1月13日閲覧。
6. ↑  “How to refer to GIDS”. GIDS. 2022年4月15日時点のオリジナルよりアーカイブ。2022年3月20日閲覧。
7. 1 2 3 4  Stevens, Jenny (2016年11月16日). “Meet the Doctor Who Runs the Only Clinic for Trans Children in the UK”. Vice Media Group.  オリジナルの2020年12月24日時点におけるアーカイブ。 2020年12月5日閲覧。
8. ↑  “The Times view on the Tavistock clinic and hormone-blocking drugs for the young: Informed Consent” (英語). The Times. (2019年10月12日). ISSN 0140-0460.  オリジナルの2020年1月13日時点におけるアーカイブ。 2020年1月13日閲覧。
9. ↑  “Referrals to the Gender Identity Development Service (GIDS) level off in 2018–19”. The Tavistock and Portman NHS Foundation Trust (2019年6月28日). 2020年1月13日時点のオリジナルよりアーカイブ。2020年1月13日閲覧。
10. ↑  Turner, Janice (2020年12月1日). “Keira Bell: 'I couldn't sit by while so many others made the same mistake'” (英語). The Times
11. ↑  Butler, Gary; De Graaf, Nastasja; Wren, Bernadette; Carmichael, Polly (2018). “Assessment and support of children and adolescents with gender dysphoria”. Archives of Disease in Childhood 103 (7):  631–636. doi:10.1136/archdischild-2018-314992. PMID 29650510.  オリジナルの1 March 2021時点におけるアーカイブ。 2021年3月7日閲覧。.
12. ↑  Doward, Jamie (2018年11月3日). “Gender identity clinic accused of fast-tracking young adults” (英語). The Observer. ISSN 0029-7712.  オリジナルの2019年12月6日時点におけるアーカイブ。 2020年1月13日閲覧。
13. 1 2  Bannerman, Lucy (2020年12月5日). “David Bell: Tavistock gender clinic whistleblower faces the sack”. Times Newspapers Limited.  オリジナルの2020年12月5日時点におけるアーカイブ。 2020年12月5日閲覧。
14. 1 2  Doward, Jamie (2019年2月23日). “Governor of Tavistock Foundation quits over damning report into gender identity clinic” (英語). The Observer. ISSN 0029-7712.  オリジナルの2020年1月18日時点におけるアーカイブ。 2020年1月13日閲覧。
15. ↑  Donnelly, Laura (2019年12月12日). “Children's transgender clinic hit by 35 resignations in three years as psychologists warn of gender dysphoria 'over-diagnoses'” (英語). The Telegraph. ISSN 0307-1235.  オリジナルの2020年1月18日時点におけるアーカイブ。 2020年1月13日閲覧。
16. ↑  “NHS 'over-diagnosing' children having transgender treatment, former staff warn” (英語). Sky News (2019年12月12日). 2020年1月18日時点のオリジナルよりアーカイブ。2020年1月13日閲覧。
17. ↑  “Flood at the Tavistock Centre – Sunday 28 July 2019”. GIDS. 2020年1月13日時点のオリジナルよりアーカイブ。2020年1月13日閲覧。
18. ↑  Hurst, Greg (2019年10月12日). “Mother sues Tavistock child gender clinic over treatments” (英語). The Times. ISSN 0140-0460.  オリジナルの2020年1月13日時点におけるアーカイブ。 2020年1月13日閲覧。
19. ↑  “Update on the Judicial Review, Tuesday 1 December 2020”. The Tavistock and Portman NHS Foundation Trust (2020年12月). 2020年12月6日時点のオリジナルよりアーカイブ。2020年12月8日閲覧。
20. ↑  “Appeal court overturns UK puberty blockers ruling for under-16s 17 September 2021”. Guardian (2021年9月17日). 2021年9月17日時点のオリジナルよりアーカイブ。2021年9月17日閲覧。
21. ↑  “Tavistock trust whistleblower David Bell: 'I believed I was doing the right thing' 2 May 2021”. Guardian (2021年5月2日). 2022年3月13日時点のオリジナルよりアーカイブ。2022年3月13日閲覧。